# Pilt Arnold

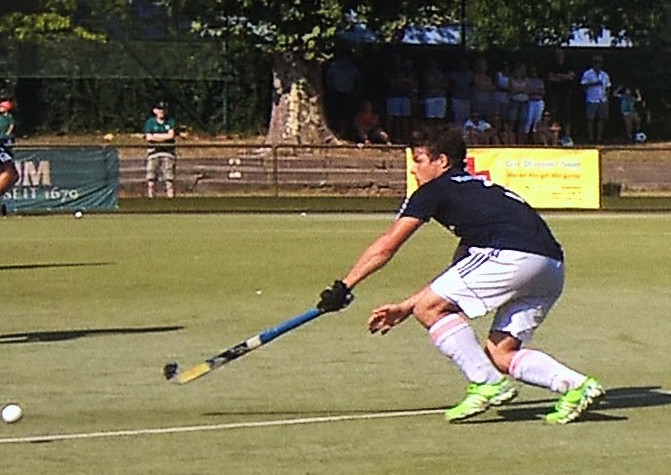
Pilt Arnold

Pilt Arnold (* 31. Mai 1988 in Berlin) ist ein deutscher Hockeyspieler. Er wurde 2009 in den erweiterten Nationalmannschaftskader aufgenommen und absolvierte am 15. Januar 2010 sein erstes A-Länderspiel bei der Hallen-EM in Almere (Niederlande).
Arnold betreibt den Hockeysport leistungsmäßig erst seit dem Jahr 2004. Im Frühjahr 2004 wurde er nach dem ersten von ihm gespielten Turnier in den U16-Kader der Hallenhockey-Nationalmannschaft berufen. Zu diesem Zeitpunkt trat er für den TuS Lichterfelde an. Er spielte seit seinem 16. Lebensjahr im Bundesliga-Kader des Berliner Hockey Club (BHC) im Bereich Verteidigung/Mittelfeld. Zur Saison 2015/16 wechselte er zum Uhlenhorster HC in Hamburg. Auf Grund des Beginns seines juristischen Referendardienstes in Berlin schloss er sich zur Saison 2016/17 dem Berliner Zweitligisten TC Blau-Weiß an. Arnold spielte insgesamt 113-mal für die deutsche Hockeynationalmannschaft. Der technikorientierte Spieler gilt als Eckenspezialist.
Pilt Arnold wurde als Tennisspieler im Jahr 2002 in seiner Altersklasse deutscher Hallenmeister. Die Titel des ostdeutschen und norddeutschen Meisters konnte er ebenfalls erringen.

## Internationale Teilnahmen und Erfolge
- Erstes Jugendländerspiel 9. April 2004 ESP-GER 3:4 in Eindhoven
- 2004 4-Nationen-Osterturnier U16 Eindhoven (Niederlande)
- 2006 4-Nationen-Osterturnier U18 Nürnberg
- 2008 3. Platz Europameisterschaft U21 San Sebastian (Spanien)
- 2009 WM-Titel bei der U21-WM in Singapur
- 2012 EM-Titel In Leipzig
- 2013 1. Platz Europameisterschaft Boom (Belgien)
- 2014 7. Platz World League Finalturnier Neu-Delhi (Indien)
- 2014 6. Platz Weltmeisterschaft Den Haag (Niederlande)
- 2014 1. Platz Champions Trophy Bhubaneswar (Indien)
- 2016 3. Platz Champions Trophy London (England)